# 59. Międzynarodowy Festiwal Filmowy w Cannes
59. Międzynarodowy Festiwal Filmowy w Cannes odbył się w dniach 17–28 maja 2006 roku. Imprezę otworzył pokaz amerykańskiego filmu Kod da Vinci w reżyserii Rona Howarda. W konkursie głównym zaprezentowanych zostało 20 filmów pochodzących z 13 różnych krajów.
Jury pod przewodnictwem chińskiego reżysera Wonga Kar-Waia przyznało nagrodę główną festiwalu, Złotą Palmę, brytyjskiemu filmowi Wiatr buszujący w jęczmieniu w reżyserii Kena Loacha. Drugą nagrodę w konkursie głównym, Grand Prix, przyznano francuskiemu obrazowi Flandria w reżyserii Bruno Dumonta.
Oficjalny plakat promocyjny festiwalu przedstawiał fotos z hongkońskiego filmu Spragnieni miłości (2000) Wonga Kar-Waia. Galę otwarcia i zamknięcia festiwalu prowadził francuski aktor Vincent Cassel.

## Członkowie jury

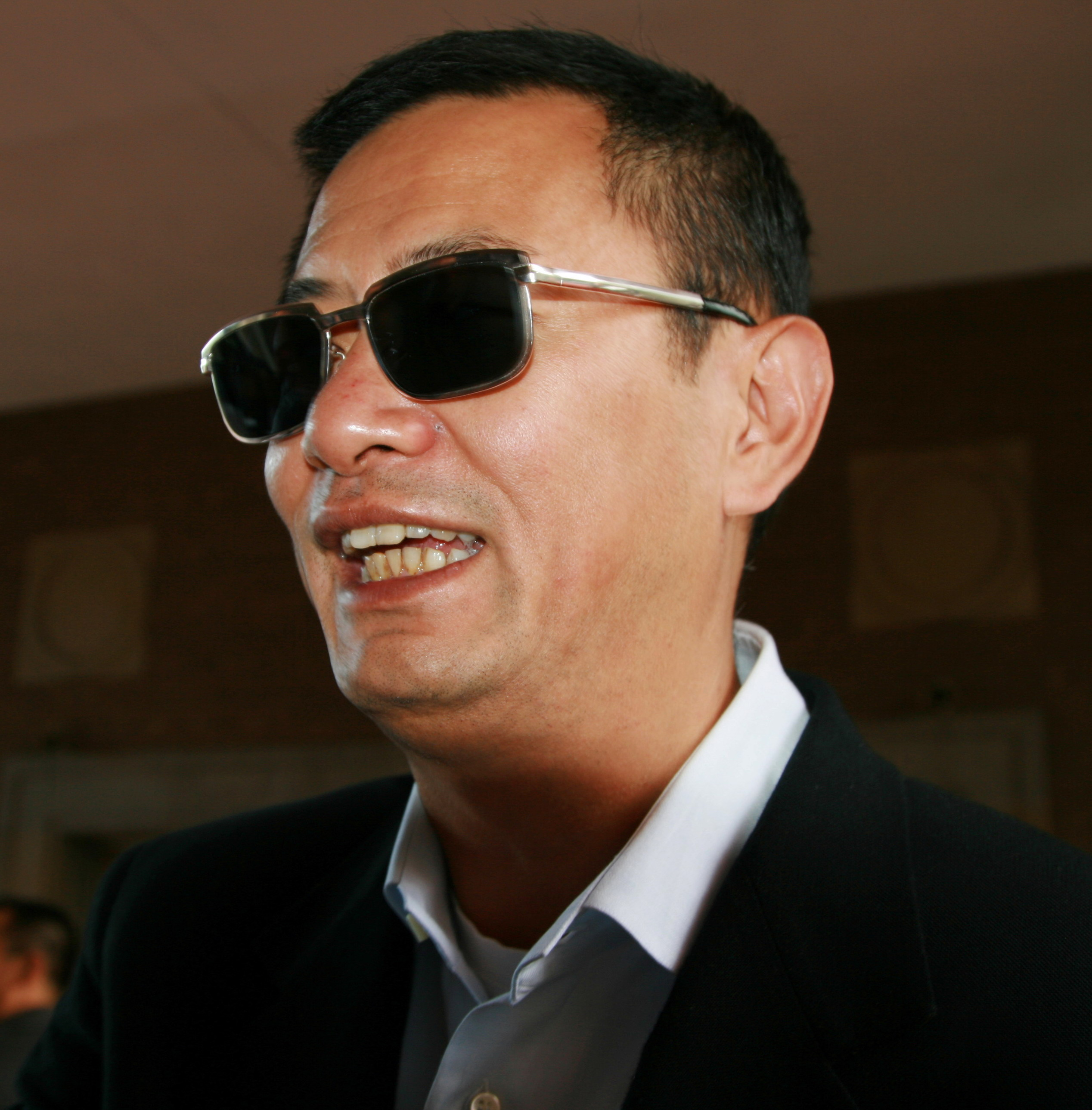
Przewodniczący jury konkursu głównego Wong Kar-Wai.

### Konkurs główny
- Wong Kar-Wai, chiński reżyser – przewodniczący jury[5]
- Monica Bellucci, włoska aktorka
- Helena Bonham Carter, brytyjska aktorka
- Samuel L. Jackson, amerykański aktor
- Patrice Leconte, francuski reżyser
- Lucrecia Martel, argentyńska reżyserka
- Tim Roth, brytyjski aktor
- Elia Suleiman, palestyński reżyser
- Zhang Ziyi, chińska aktorka

### Sekcja „Un Certain Regard”
- Monte Hellman, amerykański reżyser – przewodniczący jury
- Lars-Olav Beier, niemiecki krytyk filmowy
- Maurizio Cabonat, włoski krytyk filmowy
- Jean-Pierre Lavoignat, francuski krytyk filmowy
- Marjane Satrapi, irańska autorka komiksów i reżyserka
- Laura Winters, amerykańska krytyczka filmowa

### Cinéfondation i filmy krótkometrażowe
- Andriej Konczałowski, rosyjski reżyser – przewodniczący jury
- Sandrine Bonnaire, francuska aktorka
- Daniel Brühl, niemiecki aktor
- Tim Burton, amerykański reżyser
- Souleymane Cissé, malijski reżyser
- Zbigniew Preisner, polski kompozytor

### Złota Kamera – debiuty reżyserskie
- Jean-Pierre i Luc Dardenne, belgijscy reżyserzy – przewodniczący jury
- Natacha Laurent, dyrektorka Filmoteki w Tuluzie
- Frédéric Maire, dyrektor MFF w Locarno
- Luiz Carlos Merten, brazylijski krytyk filmowy
- Jean-Pierre Neyrac, francuski pracownik techniczny
- Alain Riou, francuski krytyk filmowy
- Jean-Paul Salomé, francuski reżyser
- Jean-Louis Vialard, francuski operator filmowy

## Selekcja oficjalna

### Otwarcie i zamknięcie festiwalu
|             | Tytuł        | Reżyseria   | Kraj produkcji    |
| ----------- | ------------ | ----------- | ----------------- |
| Otwierający | Kod da Vinci | Ron Howard  | Stany Zjednoczone |
| Zamykający  | Transylwania | Tony Gatlif | Francja           |

### Konkurs główny
Następujące filmy zostały wyselekcjonowane do udziału w konkursie głównym o Złotą Palmę:
| Tytuł polski                 | Tytuł oryginalny                | Reżyseria                   | Kraj produkcji    |
| ---------------------------- | ------------------------------- | --------------------------- | ----------------- |
| Przyjaciel rodziny           | L’amico di famiglia             | Paolo Sorrentino            | Włochy            |
| Babel                        | Babel                           | Alejandro González Iñárritu | Meksyk            |
| Kajman                       | Il caimano                      | Nanni Moretti               | Włochy            |
| Historia pewnej ucieczki     | Crónica de una fuga             | Adrián Caetano              | Argentyna         |
| Fast Food Nation             | Fast Food Nation                | Richard Linklater           | Stany Zjednoczone |
| Flandria                     | Flandres                        | Bruno Dumont                | Francja           |
| Klimaty                      | İklimler                        | Nuri Bilge Ceylan           | Turcja            |
| Dni chwały                   | Indigènes                       | Rachid Bouchareb            | Algieria          |
| Pochód młodości              | Juventude Em Marcha             | Pedro Costa                 | Portugalia        |
| Labirynt fauna               | El laberinto del fauno          | Guillermo del Toro          | Meksyk            |
| Światła o zmierzchu          | Laitakaupungin valot            | Aki Kaurismäki              | Finlandia         |
| Maria Antonina               | Marie Antoinette                | Sofia Coppola               | Stany Zjednoczone |
| Melodia życia                | Quand j’étais chanteur          | Xavier Giannoli             | Francja           |
| Prawo słabszego              | La raison du plus faible        | Lucas Belvaux               | Belgia            |
| Red Road                     | Red Road                        | Andrea Arnold               | Wielka Brytania   |
| Sekrety Charliego            | Selon Charlie                   | Nicole Garcia               | Francja           |
| Koniec świata                | Southland Tales                 | Richard Kelly               | Stany Zjednoczone |
| Volver                       | Volver                          | Pedro Almodóvar             | Hiszpania         |

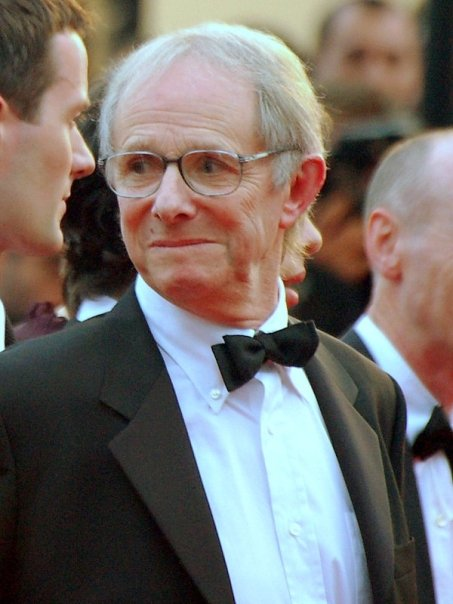
Laureat Złotej Palmy Ken Loach.

| Wiatr buszujący w jęczmieniu | The Wind That Shakes the Barley | Ken Loach                   | Wielka Brytania   |
| Letni pałac                  | 颐和园 Yi He Yuan               | Lou Ye                      | Chiny             |

### Pokazy pozakonkursowe
Następujące filmy zostały wyświetlone na festiwalu w ramach pokazów pozakonkursowych:
| Tytuł polski                  | Tytuł oryginalny                           | Reżyseria                         | Kraj produkcji    |
| ----------------------------- | ------------------------------------------ | --------------------------------- | ----------------- |
| Avida                         | Avida                                      | Benoît Delépine i Gustave Kervern | Francja           |
| Bamako                        | Bamako                                     | Abderrahmane Sissako              | Mali              |
| Dziewczęta z ulic Kairu       | البنات دول El banate-dol                   | Tahani Rached                     | Egipt             |
| Boffo!                        | Boffo! Tinseltown’s Bombs and Blockbusters | Bill Couturié                     | Stany Zjednoczone |
| Chłopiec na galopującym koniu | Chłopiec na galopującym koniu              | Adam Guziński                     | Polska            |
| Clerks – Sprzedawcy II        | Clerks II                                  | Kevin Smith                       | Stany Zjednoczone |
| Kod da Vinci                  | The Da Vinci Code                          | Ron Howard                        | Stany Zjednoczone |
| Silk                          | 詭絲 Gui si                                | Su Chao-Bin                       | Tajwan            |
| Wybór mafii 2                 | 黑社會:以和爲貴 Hak se wui: Yi wo wai kwai | Johnnie To                        | Hongkong          |
| The House Is Burning          | The House Is Burning                       | Holger Ernst                      | Niemcy            |
| Ici Najac, à vous la terre    | Ici Najac, à vous la terre                 | Jean-Henri Meunier                | Francja           |
| Niewygodna prawda             | An Inconvenient Truth                      | Davis Guggenheim                  | Stany Zjednoczone |
| Oh La La!                     | Nouvelle chance                            | Anne Fontaine                     | Francja           |
| Skok przez płot               | Over the Hedge                             | Tim Johnson i Karey Kirkpatrick   | Stany Zjednoczone |
| Historia Billy’ego Kida       | Requiem for Billy the Kid                  | Anne Feinsilber                   | Stany Zjednoczone |
| Shortbus                      | Shortbus                                   | John Cameron Mitchell             | Stany Zjednoczone |
| Szkice Franka Gehry           | Sketches of Frank Gehry                    | Sydney Pollack                    | Stany Zjednoczone |
| Transylwania                  | Transylvania                               | Tony Gatlif                       | Francja           |
| Lot 93                        | United 93                                  | Paul Greengrass                   | Wielka Brytania   |
| X-Men: Ostatni bastion        | X-Men: The Last Stand                      | Brett Ratner                      | Stany Zjednoczone |
| Zidane, portret XXI wieku     | Zidane, un portrait du 21e siècle          | Douglas Gordon i Philippe Parreno | Francja           |

### Sekcja „Un Certain Regard”
Następujące filmy zostały wyświetlone na festiwalu w ramach sekcji „Un Certain Regard”:
| Tytuł polski                               | Tytuł oryginalny                                         | Reżyseria | Kraj produkcji    |
| ------------------------------------------ | -------------------------------------------------------- | --- | ----------------- |
| 2:37                                       | 2:37                                                     | Murali K. Thalluri | Australia         |
| 977                                        | 977                                                      | Nikołaj Chomieriki | Rosja             |
| Jesteś mną                                 | Aš esi tu                                                | Kristijonas Vildžiūnas | Litwa             |
| Żeby pójść do nieba najpierw trzeba umrzeć | Биҳишт фақат барои мурдагон Bihisht faqat baroi murdagon | Dżamszed Usmonow | Tadżykistan       |
| Mieścina numer jeden                       | Bled Number One                                          | Rabah Ameur-Zaïmeche | Algieria          |
| Francuska Kalifornia                       | La Californie                                            | Jacques Fieschi | Francja           |
| Tak spędziłem koniec świata                | Cum mi-am petrecut sfârşitul lumii                       | Cătălin Mitulescu | Rumunia           |
| Od-rodzenie                                | 鬼域 Gwai wik                                            | Danny Pang i Oxide Pang Chun | Hongkong          |
| Paragwajski hamak                          | Hamaca paraguaya                                         | Paz Encina | Paragwaj          |
| Luksusowy samochód                         | 江城夏日 Jiang cheng xia ri                              | Wang Chao | Chiny             |
| Morderczynie                               | Meurtrières                                              | Patrick Grandperret | Francja           |
| Zakochany Paryż                            | Paris, je t’aime                                         | Gurinder Chadha, Bruno Podalydès, Gus Van Sant, Joel i Ethan Coenowie, Walter Salles, Daniela Thomas, Christopher Doyle, Isabel Coixet, Nobuhiro Suwa, Sylvain Chomet, Alfonso Cuarón, Olivier Assayas, Oliver Schmitz, Richard LaGravenese, Vincenzo Natali, Wes Craven, Tom Tykwer, Gérard Depardieu, Frédéric Auburtin, Alexander Payne | Francja           |
| Reżyser ceremonii ślubnych                 | Il regista di matrimoni                                  | Marco Bellocchio | Włochy            |
| Salvador                                   | Salvador (Puig Antich)                                   | Manuel Huerga | Hiszpania         |
| Przez ciemne zwierciadło                   | A Scanner Darkly                                         | Richard Linklater | Stany Zjednoczone |
| Serambi                                    | Serambi                                                  | Lianto Luseno, Garin Nugroho, Tonny Trimarsanto i Viva Westi | Indonezja         |
| Szatański plan                             | Suburban Mayhem                                          | Paul Goldman | Australia         |
| Taxidermia                                 | Taxidermia                                               | György Pálfi | Węgry             |
| Dziesięć czółen                            | Ten Canoes                                               | Rolf de Heer | Australia         |
| Niewykorzystany dar                        | La tourneuse de pages                                    | Denis Dercourt | Francja           |
| Uro                                        | Uro                                                      | Stefan Faldbakken | Norwegia          |
| Skrzypce                                   | El violín                                                | Francisco Vargas | Meksyk            |
| Niewybaczalne                              | 용서받지 못한 자 Yongseobadji mothan ja                  | Yoon Jong-bin | Korea Południowa  |
| Z odzysku                                  | Z odzysku                                                | Sławomir Fabicki | Polska            |

## Laureaci nagród

### Konkurs główny
Złota Palma
- Wiatr buszujący w jęczmieniu, reż. Ken Loach

Grand Prix
- Flandria, reż. Bruno Dumont

Nagroda Jury
- Red Road, reż. Andrea Arnold

Najlepsza reżyseria
- Alejandro González Iñárritu – Babel

Najlepsza aktorka
- Penélope Cruz, Carmen Maura, Lola Dueñas, Chus Lampreave, Blanca Portillo i Yohana Cobo – Volver

Najlepszy aktor
- Jamel Debbouze, Samy Naceri, Roschdy Zem, Sami Bouajila i Bernard Blancan – Dni chwały

Najlepszy scenariusz
- Pedro Almodóvar – Volver

### Sekcja „Un Certain Regard”
Nagroda Główna

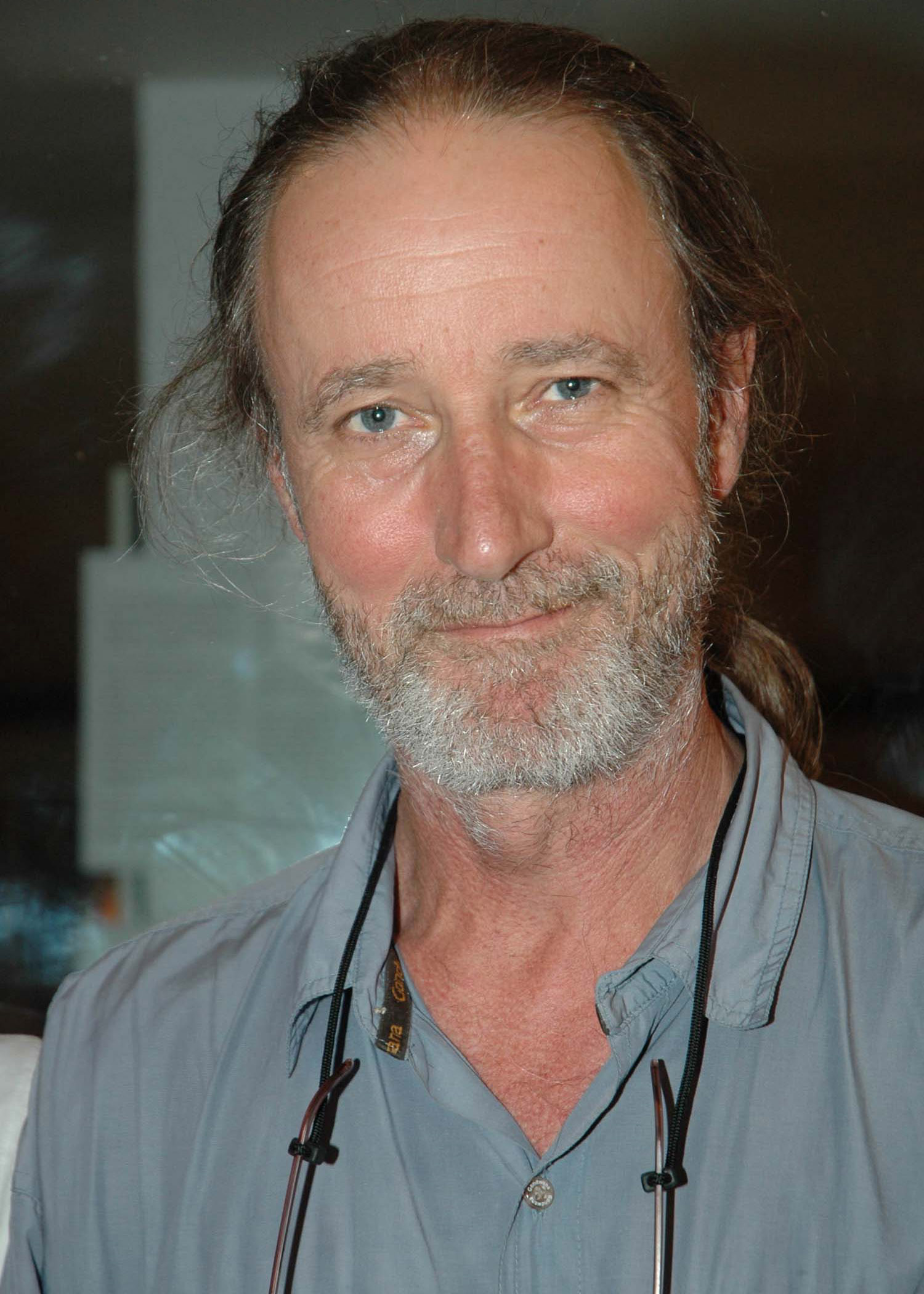
Nagrodzony reżyser Rolf de Heer.

- Luksusowy samochód, reż. Wang Chao

Nagroda Specjalna Jury
- Dziesięć czółen, reż. Rolf de Heer

Nagroda za rolę kobiecą
- Dorotheea Petre – Tak spędziłem koniec świata

Nagroda za rolę męską
- Ángel Tavira – Skrzypce

Nagroda przewodniczącego jury
- Morderczynie, reż. Patrick Grandperret

### Konkurs filmów krótkometrażowych
Złota Palma dla najlepszego filmu krótkometrażowego
- Wąchacz, reż. Bobbie Peers

Nagroda Jury dla najlepszego filmu krótkometrażowego
- Pierwszy śnieg, reż. Pablo Agüero

Wyróżnienie Specjalne
- Opowieść o dzielnicy, reż. Florence Miailhe

Nagroda Cinéfondation dla najlepszej etiudy studenckiej
- I miejsce:  Ge & Zeta, reż. Gustavo Riet
- II miejsce:  Mr. Schwartz, Mr. Hazen & Mr. Horlocker, reż. Stefan Müller
- III miejsce:  Mother, reż. Sian Heder /  Wirus, reż. Ágnes Kocsis

Nagroda Kodaka dla najlepszego filmu krótkometrażowego
- Wyprawa do krainy tęczy, reż. Gitanjali Rao

### Wybrane pozostałe nagrody

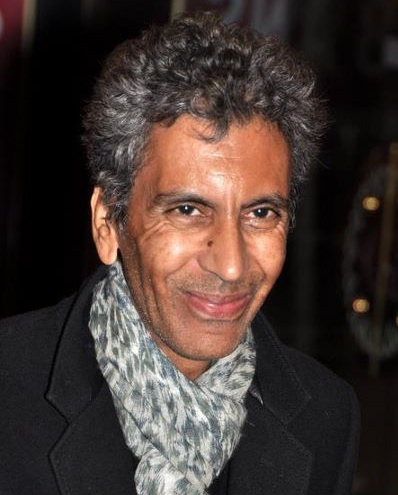
Nagrodzony reżyser Rachid Bouchareb.

Złota Kamera za najlepszy debiut reżyserski
- 12:08 na wschód od Bukaresztu, reż. Corneliu Porumboiu

Nagroda Główna w sekcji „Międzynarodowy Tydzień Krytyki”
- Fałszywi przyjaciele, reż. Emmanuel Bourdieu

Nagroda Główna w sekcji „Quinzaine des Réalisateurs” – CICAE Award
- Wzdłuż grani, reż. Kim Rossi Stuart

Nagroda FIPRESCI
- Konkurs główny:  Klimaty, reż. Nuri Bilge Ceylan
- Sekcja „Un Certain Regard”:  Paragwajski hamak, reż. Paz Encina
- Sekcja „Quinzaine des Réalisateurs”:  Robak, reż. William Friedkin

Nagroda Jury Ekumenicznego
- Babel, reż. Alejandro González Iñárritu
  - Wyróżnienie:  Z odzysku, reż. Sławomir Fabicki

Nagroda Vulcan dla artysty technicznego
- Stephen Mirrione za montaż do filmu Babel

Nagroda Młodych
- Mieścina numer jeden, reż. Rabah Ameur-Zaïmeche

Nagroda im. François Chalais dla filmu propagującego znaczenie dziennikarstwa
- Dni chwały, reż. Rachid Bouchareb

Nagroda Palm Dog dla najlepszego psiego występu na festiwalu
- Maria Antonina, reż. Sofia Coppola